# Jardin en Europe
On ne sait presque rien des débuts du jardinage en Europe. On suppose que les premiers jardins avaient clairement un but productif : verger, potager, jardin d'herbes médicinales, même s'ils pouvaient avoir un rôle récréatif ou de détente. Les jardins persans (l'art perse en général) auront une influence considérable sur le monde gréco-romain via la conquête de la Perse par Alexandre le Grand, et la conquête du Proche-orient par les Romains sous Lucullus et Pompée. Les jardins du Moyen Âge seront une fusion de l'héritage romain et celtico-germanique, reprenant la structure du jardin romain, et ornementés de charmilles, plessis, haies plessées et de treilles. La Renaissance verra le renouveau des jardins romains. Après la découverte de l'Amérique et grâce au contact commercial avec l'Extrême-Orient, de nombreuses plantes exotiques sont importées en Europe, notamment par John Tradescant le Jeune.

## Le jardinage dans l'Antiquité
L'origine du jardinage européen se situerait donc en Grèce. Comme en Égypte, mais avec quelques siècles de retard, la culture de plantes dans un but autre que la consommation directe est l'aboutissement d'une longue évolution. Le premier intérêt qu'on trouve aux plantes (hormis leur consommation comme aliment) est leur éventuel pouvoir médicinal. Ainsi, deux conditions sont absolument requises pour voir se développer le jardinage : le progrès des techniques agricoles et des sciences. Il semblerait que c'est à Athènes, aux alentours du IVe siècle av. J.-C. siècle, que furent pour la première fois réunis ces éléments sur le territoire européen. Certains savants étudièrent alors les plantes afin de leur trouver des pouvoirs curatifs, ce qui les mit dans l'obligation de les domestiquer et de les cultiver. Les premiers jardins furent donc probablement des jardins-laboratoires, situés dans les cours intérieures des villas grecques. Épicure est l'un de ces biologistes-philosophes de l'Antiquité. Il reconnaît dans ses écrits apprécier grandement ses temps de méditation dans sa cour : les plantes qu'il y cultive lui permettent de mieux ressentir la nature et la vie. L'idée naît que le paradis doit être un sublime jardin aux plantes luxuriantes et saines, tant un tel milieu est agréable. C'est ce que peu à peu les Grecs cherchent à obtenir. Un jardin doit être le reflet de la perfection du monde et de la nature, afin d'éveiller un certain bien-être, un positivisme. On y installe aussi des animaux domestiques pour parfaire cette image.

## Le jardinage au Moyen Âge

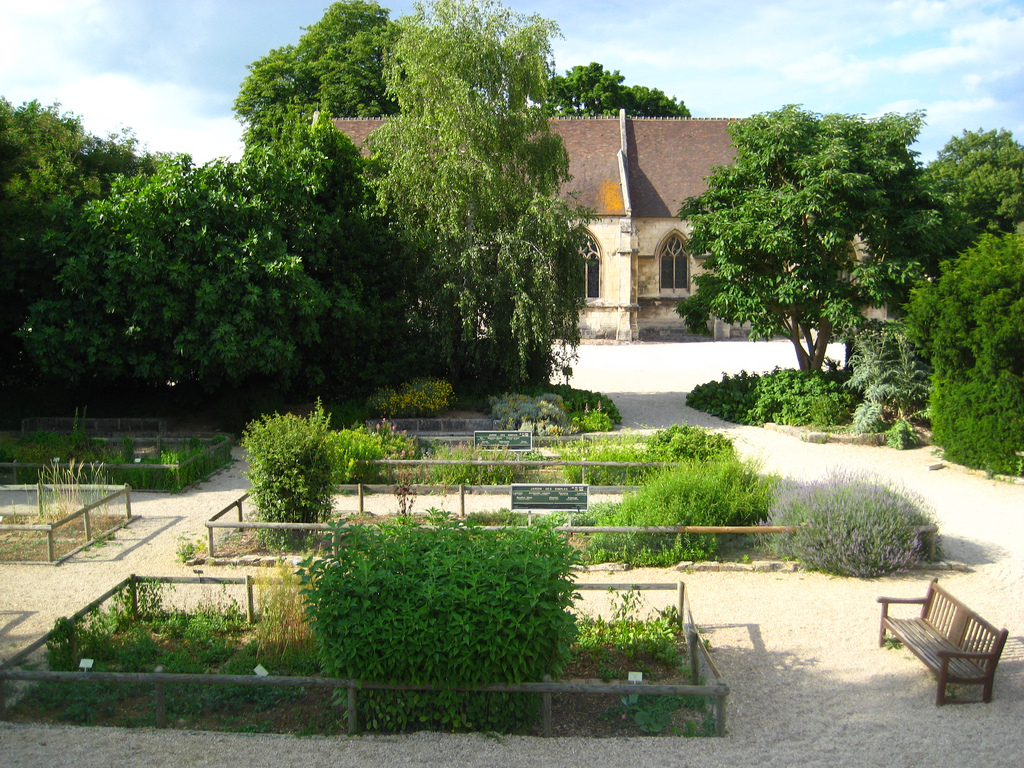
Reconstitution d'un jardin des simples (plantes médicinales) au château de Caen, en France.

Au Moyen Âge, le jardinage n'a reçu que très peu d'attention, même lorsqu'il s'agissait de jardinage vivrier. Seuls les moines et autres religieux s'y intéressaient. Ils l'élaboraient souvent dans les jardins de leurs abbayes.

## Le jardinage à la Renaissance

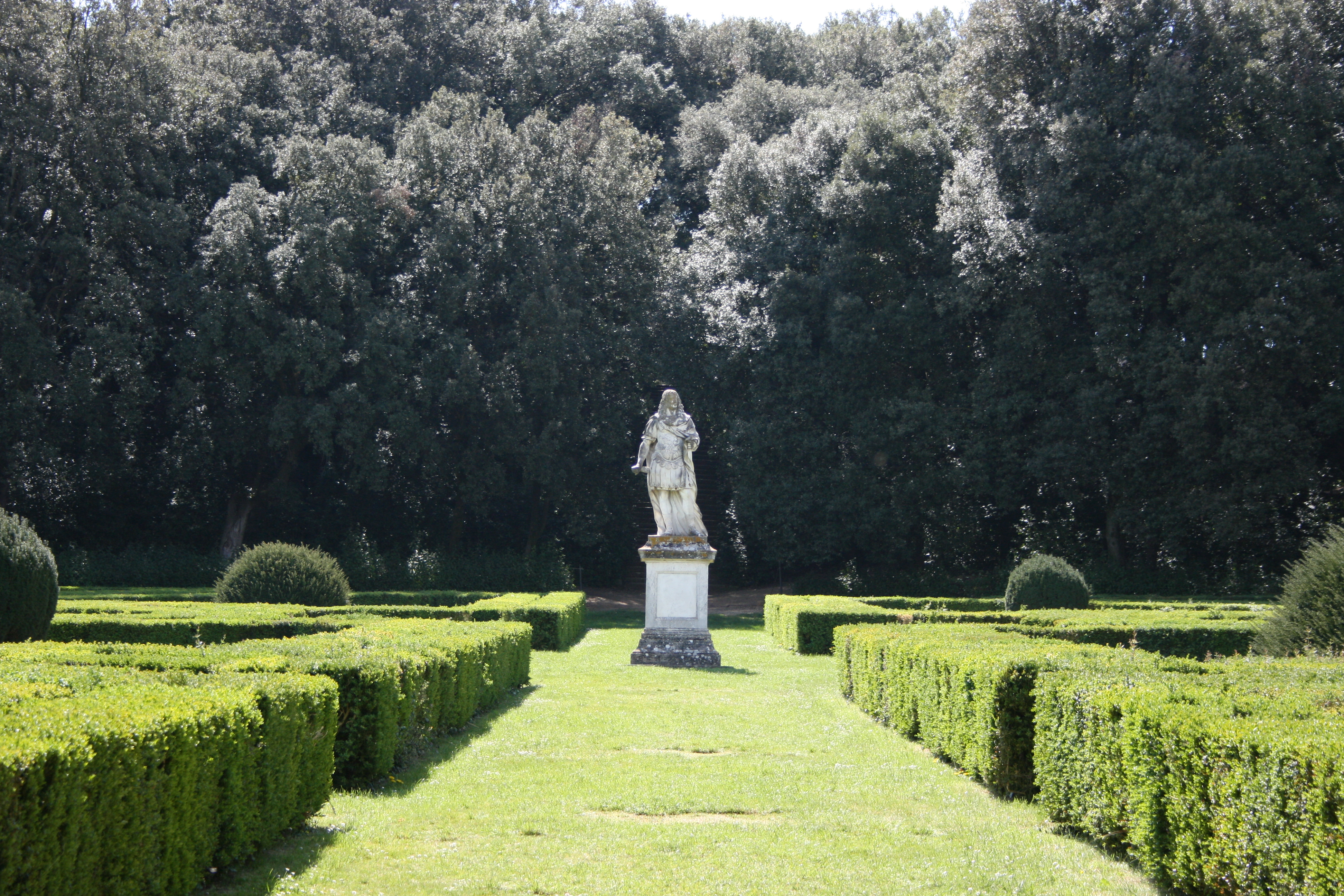
Un exemple de jardin à l'italienne : les Jardins Leonini, dans les anciens remparts de San Quirico d'Orcia, dans la province de Sienne, en Italie.

L'intérêt pour les jardins de type antique a repris. Ils naissent à Florence, en Italie, dans ce qu'on nomme le jardin à l'italienne.
De plus naissent les jardins botaniques. On commença en effet à étudier les plantes en général et non plus seulement les plantes médicinales.

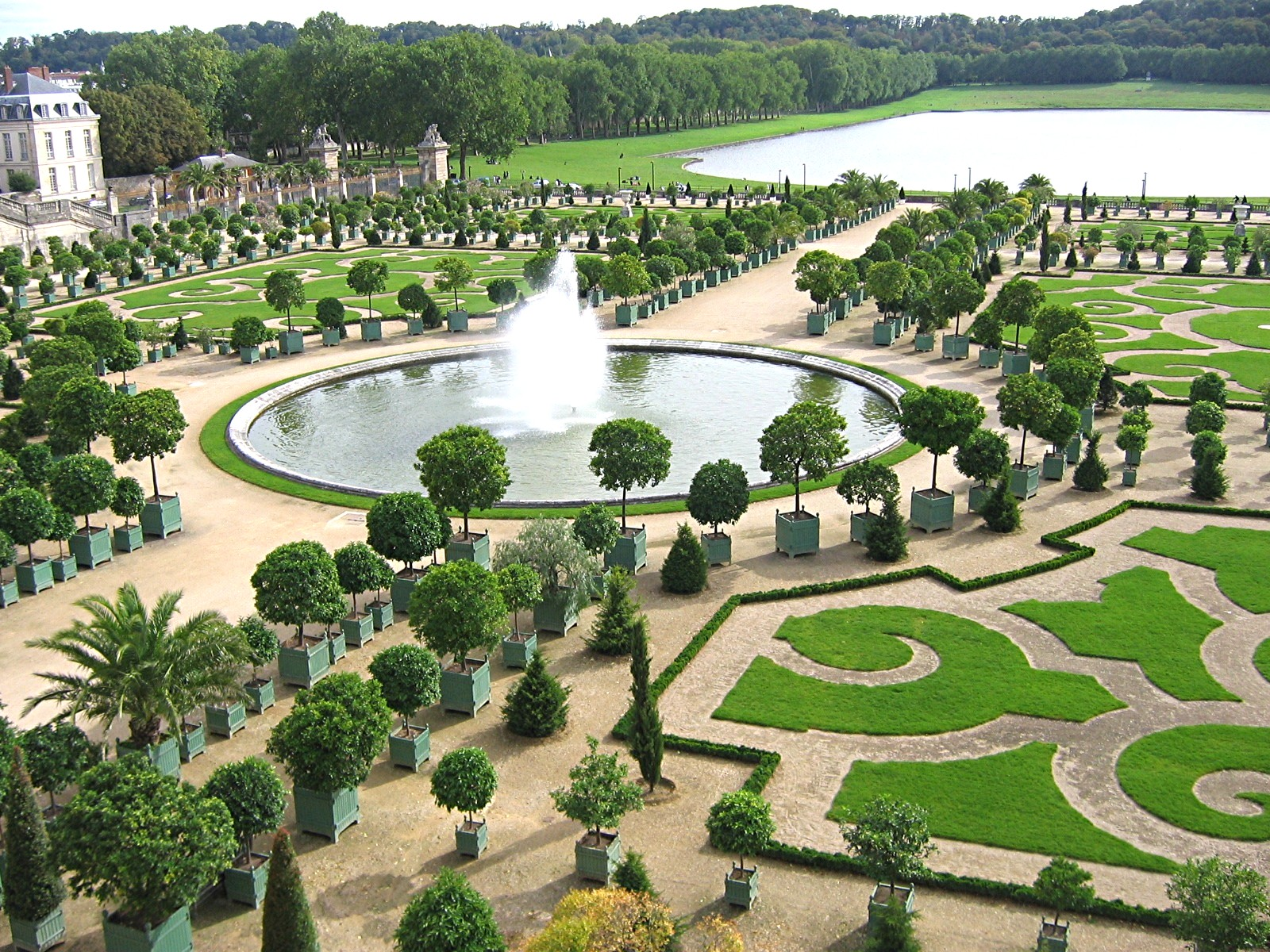
Un exemple de jardin à la française : les parterres de l'Orangerie du château de Versailles, en France.

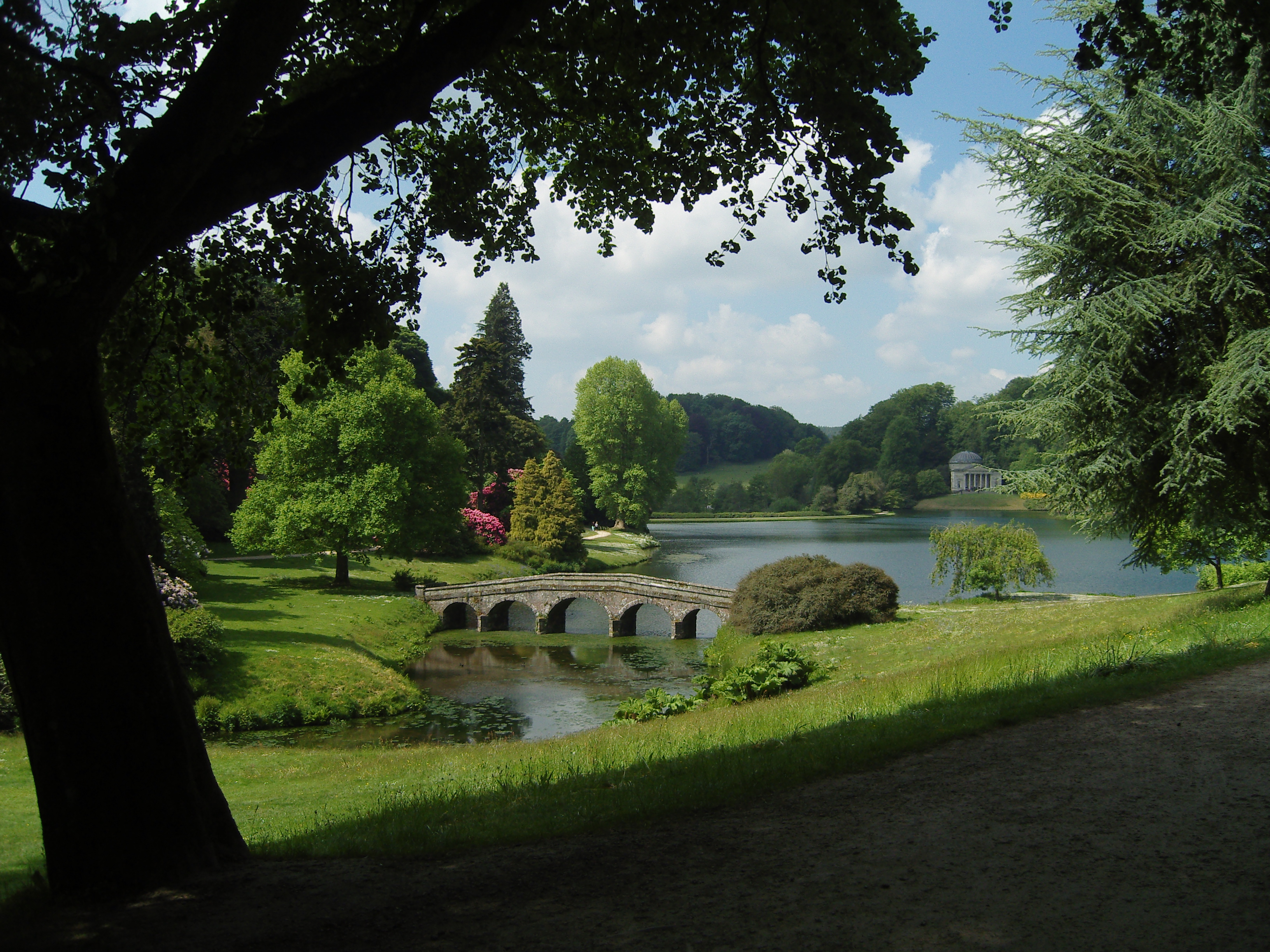
Un exemple actuel de jardin à l'anglaise : le parc de Stourhead, dans le Wiltshire, en Angleterre.

Le XVIIIe siècle voit se développer les jardins à la française, puis naître les premiers jardins à l'anglaise, qui prennent le contre-pied des jardins à la française.

## Le jardinage auXIXesiècle
La période de la Révolution industrielle et l'agglomération de communautés humaines plus importantes dans les villes voit notamment apparaître à certains endroits les jardins ouvriers. Ce concept de jardins familiaux se prolonge aujourd'hui dans les agglomérations urbaines.

## Le jardinage auXXesiècle

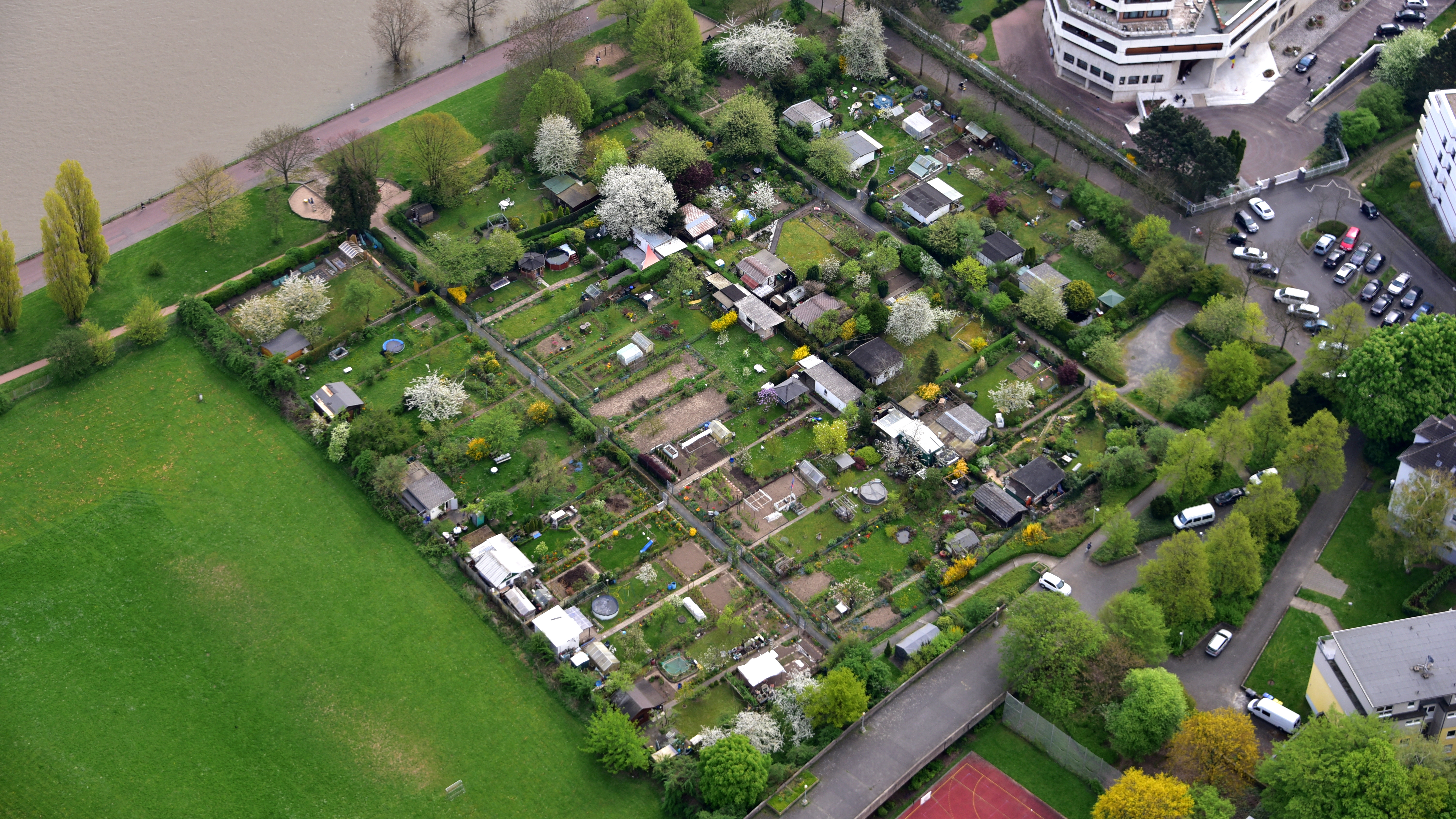
« Kleingarten » à Bonn, en Allemagne.

Le concept original des jardins familiaux se prolonge avec notamment les jardins communautaires.

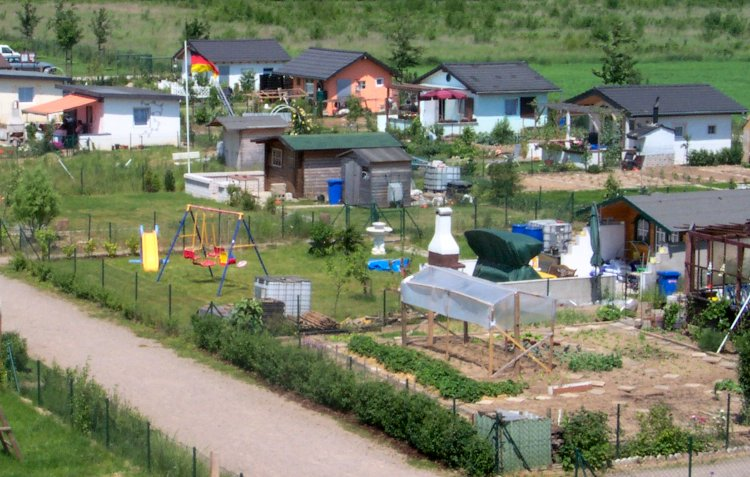
Jardins familiaux en Allemagne.
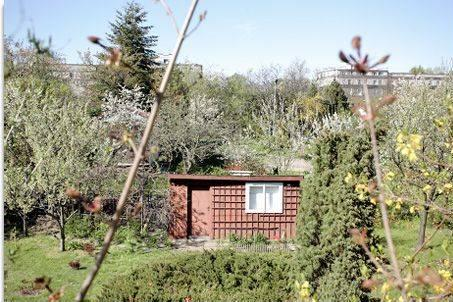
Jardin familial en Pologne.
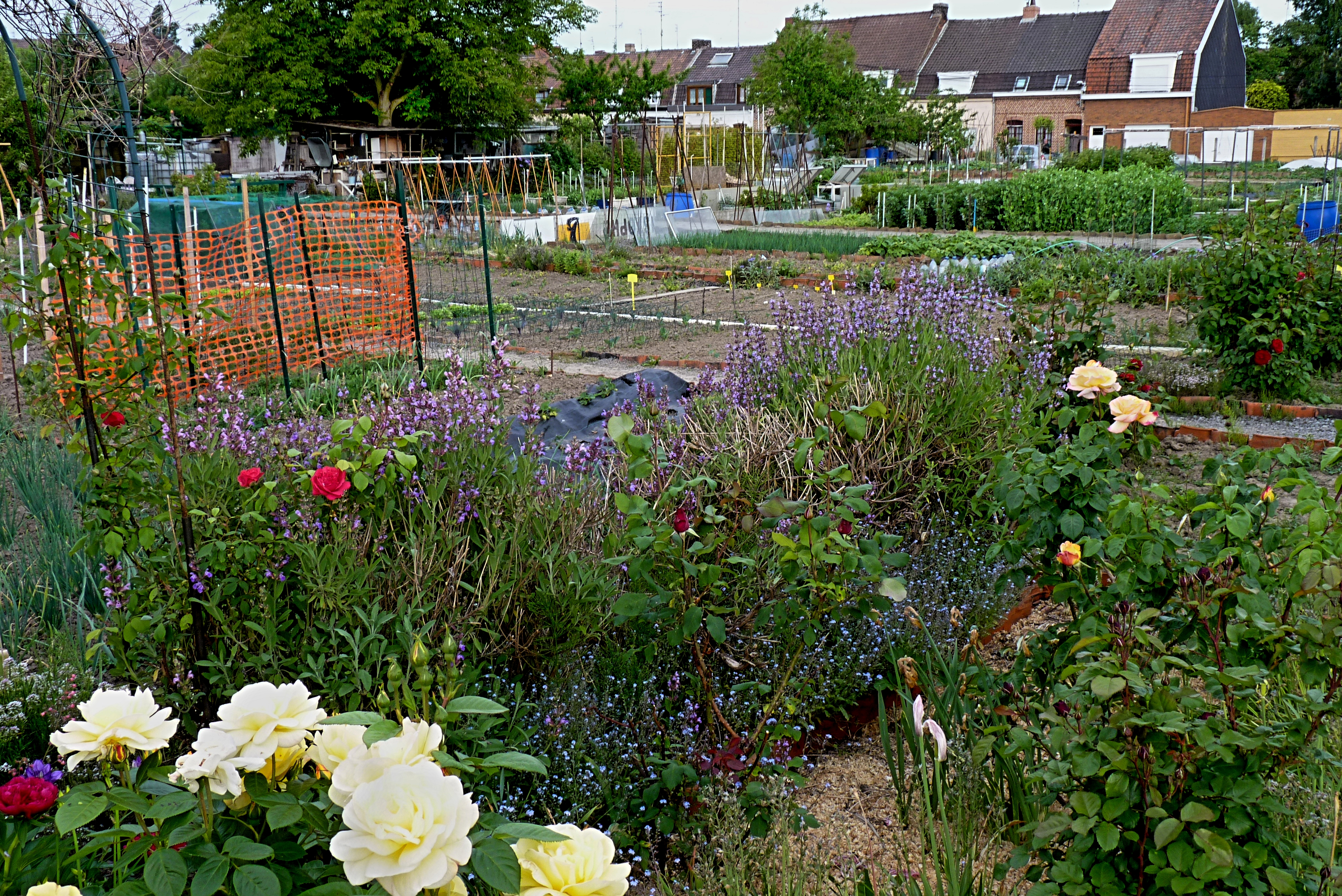
Jardins familiaux à Tourcoing, en France.
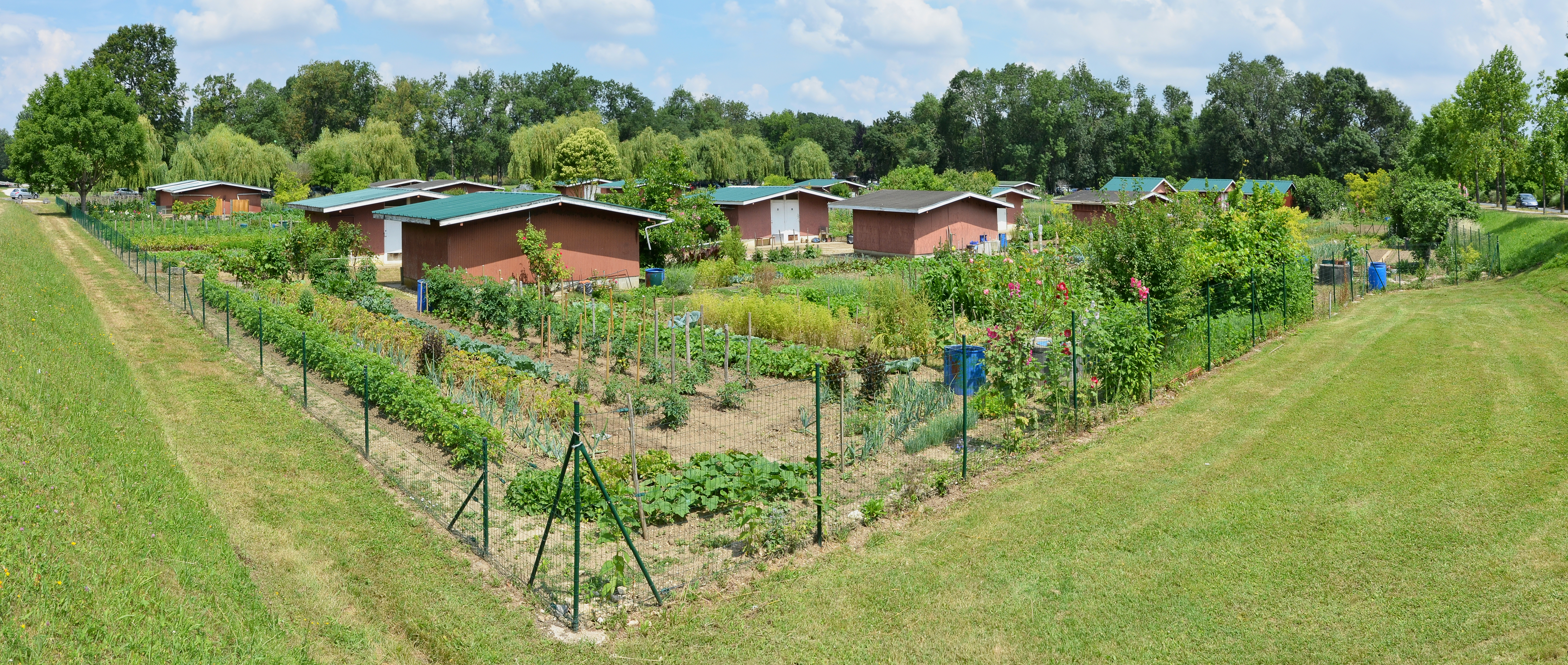
Jardins familiaux à Angoulême, en France.

Ce siècle voit également de nouveaux concepts et de nouvelles technologies être développées, tels le mur végétalisé, qui crée une sorte de jardin vertical.

## Le jardinage auXXIesiècle
- Voir Jardinage du nouveau siècle